# ألان زغبي
ألان زغبي (15 ديسمبر 1956 -)، ممثل لبناني. عمل في العديد من الأعمال من المسلسلات والأفلام في الدراما السورية واللبنانية.

## الأعمال
- رصيف الغرباء - 2020 - مسلسل - أنور بيك - ضيف شرف
- مرايا الزمن - 2020 - مسلسل - مجد
- طلقة حظ - 2019 - مسلسل - ضيف شرف
- بوح السنابل - 2018 - مسلسل - شاؤؤل
- قسمة وحب - 2018 - مسلسل - ضيف شرف
- حكم الهوى - 2017 - مسلسل - طلال
- زوجتي أنا ج2 - 2017 - مسلسل
- حارة المشرقة - 2015 - مسلسل
- ذهاب وعودة - 2015 - مسلسل
- عناية مشددة - 2015 - مسلسل
- عين الجوزة - 2015 - مسلسل - الضابط لوبان
- طوق البنات - 2014 - مسلسل - الكولونيل ميشيل
- الولادة من الخاصرة 3: منبر الموتى - 2013 - مسلسل
- عندما يبكي التراب - 2012 - مسلسل
- الغالبون - 2011 - مسلسل - ضابط إسرائيلي
- رياح الثورة - 2009 - مسلسل
- شيء من القوة - 2009 - مسلسل - خليل
- كلام نسوان - 2009 - مسلسل
- أبو جعفر المنصور - 2008 - مسلسل - معن بن زائدة
- بهلول أعقل المجانين ج2 - 2008 - مسلسل
- شركاء يتقاسمون الخراب - 2008 - مسلسل
- غلطة نوف - 2008 - مسلسل
- قمر بني هاشم - 2008 - مسلسل - سهيل بن عمرو
- وجه العدالة - 2008 - مسلسل - ح لعبة ورق
- ورود ممزقة - 2008 - مسلسل - سمير هداية
- خالد بن الوليد ج2 - 2007 - مسلسل - توماس
- رسائل الحب والحرب - 2007 - مسلسل
- للحب وجه آخر - 2007 - مسلسل
- ليلة القرار - 2007 - مسلسل
- المرابطون والأندلس - 2005 - مسلسل - رودريك
- بكرا أحلى - 2005 - مسلسل
- خطايا صغيرة - 2005 - مسلسل
- رجل من الماضي - 2004 - مسلسل - رمزي القرش ( رمزي الطيار )
- عشتار - 2004 - مسلسل - وليد بك الخلال - ضيف الحلقات
- ليل السرار - 2004 - مسلسل
- زمن الأوغاد - 2003 - مسلسل - أدهم
- صور ضائعة - 2003 - مسلسل - حسان - والد طلال
- سنوات الغضب - 2000 - فيلم
- كلمات - 1999 - مسلسل - يحي الشهاوي
- أحلام وردية - 1998 - مسلسل
- الوزير الشاعر - 1998 - مسلسل - ضيف شرف
- أوراق مصرية ج1 - 1998 - مسلسل - انطوان
- جبر الخواطر - 1998 - فيلم - الدكتور النفساني
- حائط البطولات - 1998 - فيلم - جنرال إسرائيلي
- الوهم - 1997 - مسلسل - فرانك
- حلم الجنوبي - 1997 - مسلسل - البروفيسور ديفيد
- دمي ودموعي وإبتسامتي - 1997 - مسلسل
- عصر الأئمة - 1997 - مسلسل - باهور
- الأبطال ج1 - 1996 - مسلسل - فرناندو
- زي النهارده - 1996 - فوازير
- شقة الحرية - 1996 - مسلسل - صدام حسين
- الفرسان - 1995 - مسلسل - لويس التاسع
- ليالي الحلمية ج5 - 1995 - مسلسل - غسان دجاني
- أرابيسك: أيام حسن النعماني - 1994 - مسلسل - زياد جلبوط
- الطريق إلى إيلات - 1994 - فيلم - ضابط إسرائيلي
- محمد رسول الله إلى العالم - 1993 - مسلسل
- فتيات الرقم الصعب - 1987 - فيلم
- من وحي أبي دلامة - 1985 - مسلسل
- البخلاء - 1983 - مسلسل - خالد، سامي
- الطيبون - 1982 - مسلسل
- عروس البحر 1980 - فيلم - رقص شعبي
- المغامرة - 1978 - مسلسل
- يسعد مساكم- 1976 - مسلسل
- حلوي كتير -1975 - مسرحية
- ست الكل - 1974 - مسرحية- راقص